# 葛布
葛布（1988年11月1日—），本名廉夢，2008年的時候成為了吉林市的文科高考狀元，2013年8月，葛布出演網絡劇《萬萬沒想到》正式出道，後出演《報告老闆》、《萬萬沒想到之小兵過年》、《學姐知道》、《大俠黃飛鴻》等作品。2015年12月18日參演易振興執導電影《萬萬沒想到：西遊篇》，2016年初次嘗試恐怖題材電影《駭故事之招魂》。

## 脫口秀
- 2014年：學姐知道第一季
- 2015年：學姐知道第二季

## 網路劇
- 2013年：《萬萬沒想到第一季》 飾 小美、相親女、保潔小妹
- 2013年：《報告老闆》 飾 應聘女孩
- 2014年：《萬萬沒想到第二季》 飾 小美
- 2015年：《大俠黃飛鴻》 飾 十三姨
- 2015年：《名偵探狄仁傑》 飾 小美
- 2015年：《萬萬沒想到第三季》 飾 母老虎
- 2016年：《報告老闆第二季》 飾 羋姝
- 2018年：《調香師》 飾 宇文明珠

## 電影
| 首映年度 | 片名               | 角色                   | 備註 |
| 2015     | 萬萬沒想到：西遊篇 | 葉沉魚                 |      |
| 2016     | 駭故事之招魂       | 蕾                     |      |
| 2016     | 駭故事之往生刑     | 何晴                   |      |
| 2017     | 熱血江湖之夢幻奇緣 | 朱莎、女劍客「小丫頭」 |      |
| 2018     | 天方異談           | 王東的妻子             |      |